# Альжбета Дуфкова
Альжбета Дуфкова (чеськ. Alžběta Dufková, 19 квітня 1990) — чеська синхронна плавчиня.
Учасниця Олімпійських Ігор 2008, 2012, 2016 років.